# Navalmoral de la Sierra
Navalmoral o Navalmoral de la Sierra es un municipio de España perteneciente a la provincia de Ávila, en la comunidad autónoma de Castilla y León. Está situado en el Valle del Alto Alberche, a las faldas de la sierra de la Paramera, entre la sierra de Gredos y la reserva natural del Valle de Iruelas. Se encuentra en el espacio natural protegido de las Sierras de la Paramera y Serrota y está unido con los otros espacios naturales protegidos de la provincia mediante el sendero de Gran Recorrido GR-10.3 y los de Pequeño Recorrido PRC-AV 59 y PRC-AV 60.

## Toponimia
Nava
Del Hebreo, Majada de pastores o lugar de buenos pastos.
Moral
Cuenta la Historia popular de Navalmoral que en los lavaderos de la "Fuente del Chorro", existió desde tiempos prehistóricos un Moral de moras negras (Morus Nigra), que era tan gordo que para abrazar su tronco eran necesarios 5 o 6 hombres con las manos enlazadas entre sí. Eso fue lo que nos llevó a dar el nombre de Nava el Moral, que hoy es Navalmoral de la Sierra.

## Símbolos
El escudo heráldico y la bandera que representan al municipio fueron aprobados oficialmente el 3 de mayo de 2002. El escudo se blasona de la siguiente manera:

De plata, moral arrancado de sinople, frutado de oro. Jefe encajado de gules de tres cruces, en punta faja ondada de azur. Al timbre Corona Real cerrada.
Boletín Oficial de Castilla y León nº 99 de 24 de mayo de 2002

La descripción textual de la bandera es la siguiente:

Bandera rectangular de proporciones 2:3, formada por dos franjas horizontales en proporciones 3/4 y 1/4, siendo blanca con tres cruces griegas rojas en línea la superior y azul la inferior.
Boletín Oficial de Castilla y León nº 99 de 27 de abril de 1999

## Geografía

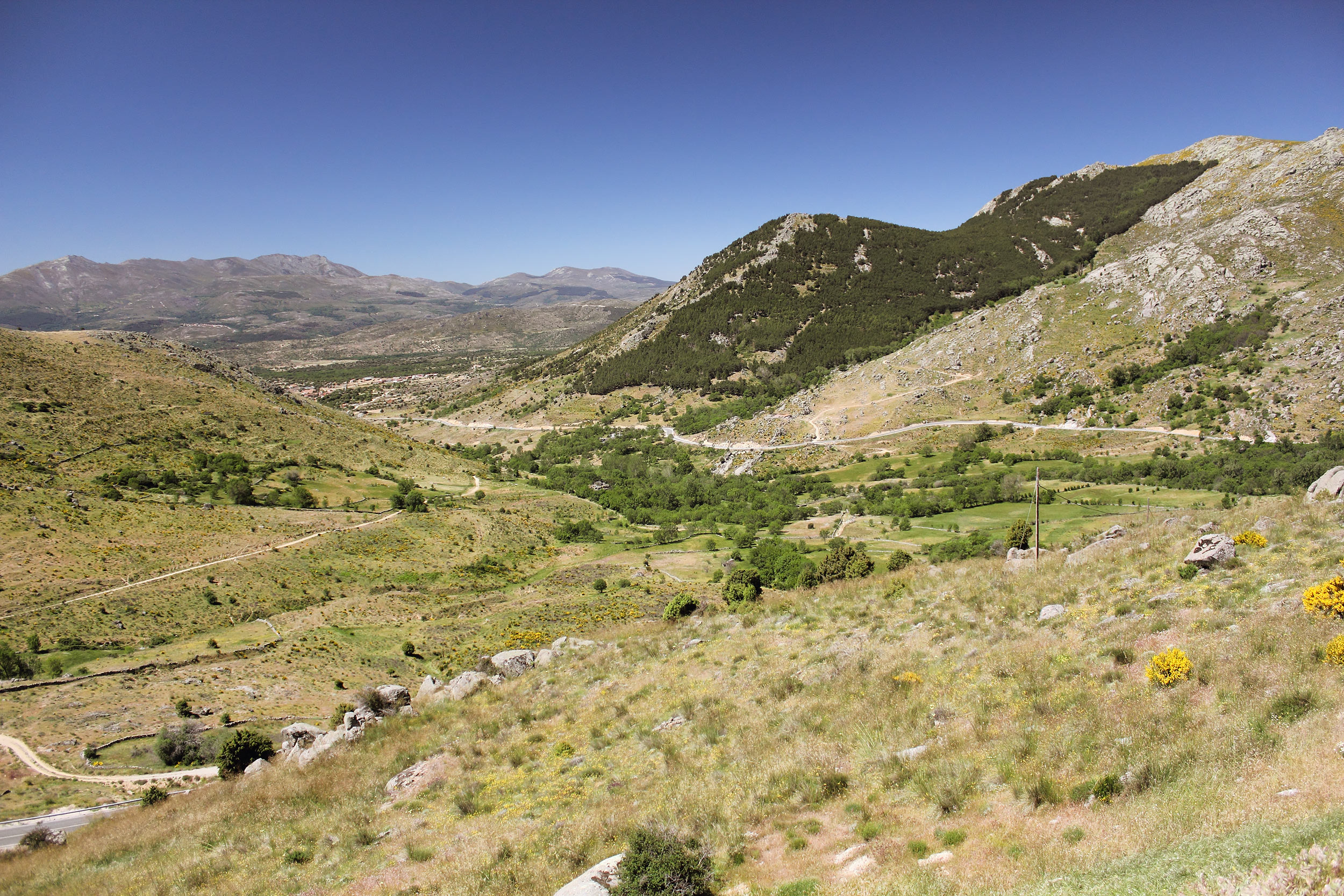
Vista desde el puerto de Navalmoral hacia el sur. La localidad se puede observar al pie de éste.

Navalmoral de la Sierra, una preciosa villa en la comarca del Alberche, situada a 30 km al sur de la capital de provincia por la AV-900 y a unos 110 km de Madrid por la N-403 y AV-905. La localidad está situada a una altitud de 1042 m sobre el nivel del mar. Tiene unos 476 habitantes, cifra que se dobla o incluso triplica en época veraniega por el buen clima de la zona, la extensión total es de 43.35 km², regado por uno de los afluentes del río Alberche. Destaca su gran iglesia San Pedro Apóstol, del siglo XVI.
Forma parte de la llamada Comarca del Alto Alberche y Tierra de Pinares, la cual es un conjunto de municipios que se extiende por la cuenca hidrográfica del Río Alberche y que en ocasiones se han adherido funcionalmente entre sí en la Mancomunidad del Alberche para poder obtener servicios territoriales básicos.
En una aproximación a su emplazamiento físico es posible determinar que el municipio y el núcleo principal del mismo se sitúan en las elevaciones correspondientes a la sierra de la Paramera por su lado sur, formación montañosa integrada en el Sistema Central y el Espacio Natural Protegido de las Sierras de la Paramera y Serrota.
| Noroeste: Sotalbo             | Norte: Sotalbo  | Noreste: San Juan de la Nava |
| Oeste: San Juan del Molinillo |                 | Este: San Juan de la Nava    |
| Suroeste: Burgohondo          | Sur: Burgohondo | Sureste: Navaluenga          |

### Barrios
- Barrio de la Iglesia:
- Barrio del Cantón:
- Barrio de los Berrocales:
- Barrio de las Eras Grandes:
- Barrio de las Eras Chicas:
- Barrio de los Molineros:
- Barrio del Pilar:
- Barrio de la Costanilla:
- Barrio del Parador:
- Barrio de la Torre:

## Historia
El nombre de Navalmoral de la Sierra aparece en la documentación antigua como La Primera Nava y más tarde como Nava el moral, y por las referencias que se dan se encontraría situada en la misma zona donde se halla actualmente. Desde Navalmoral hasta lo alto del puerto de Navalmoral (1514 m) hay restos de una calzada de origen romano.
Navalmoral no perteneció a ningún señorío, aunque dentro de su término tenía numerosas propiedades de la familia Dávila, como la Dehesa de Navalsauz. Estas propiedades fueron incorporadas al Marquesado de las Navas en 1468.
Navalmoral de la Sierra tenía como anejos las poblaciones de San Juan del Molinillo, Navandrinal y Villarejo, llamadas popularmente "Las Aldeas de Navalmoral". También aparecen mencionadas en la documentación otros dos anejos: Espinarejo y Navalascuevas que se encuentran desaparecidas.

### SiglosXI-XII
Tras la toma de Toledo, en 1085, por Alfonso VI, comenzó la repoblación de las tierras del Alberche por gentes procedentes del norte, incentivadas por la concesión de derechos y privilegios, al tiempo que se iban construyendo ermitas, iglesias y monasterios en las proximidades de los núcleos de población.
El 22 de julio del 1090, en plena reconquista, cuenta la historia que un caudillo moro llamado Galafrón entró en el valle a hostigar a sus gentes, en este escrito aparece Navalmoral ya como población ya que el escrito habla de los pobladores de dicha Nava, al final los caballeros abulenses pudieron darle caza, enfrentarse y acabar con el caudillo árabe de nombre Galafrón.

E al fegundo dia, arribo vn paftor con gran cuyta, fablando en como vn caudillo Moro Galafron, corria con trezientos
d acauallo,e ciéto de apie,toda la tierra,tollédolcs fus ganados, e aprifionando fus pobladores, ca eran entrados en los pinares
faciendo grandes deffaguifados, é que fi non los valian, fincar iatodos muertos, é en cautiberio (....), é el paftor guiaua las compañas, e arribarón en quatro horas a la primera Naua q es agora Navalmoral, onde albergaron sus rocinos con feno y avena. E los Pobladores de dicha nava arribaron ende con viandas, vino non lo habían. E fincaron ende, cahavían poca folgura e solaz, salvo estar erguidos(...)
Historias de las Grandezas de la ciudad de Ávila (1607) Fray luis Ariz II Parte pags. 153,154 y 155 
 
Segunda Leyenda de la muy Noble, Leal y Antigua ciudad de Ávila (2005) Ángel Barrios García Págs 90

En otros pasajes de este libro cuenta como en las Tornabodas hacia el 1106 caballeros abulenses fueron a buscar al "Moro de Talavera" Iezmin Hiaya a la primera Nava (Navalmoral), este caudillo Árabe de Talavera unos pocos años más tarde se convirtió en Rey de Toledo.
También hacia el año 1109 otro caudillo llamado Abdala Alhazen atacó estas tierras, llegaron casi a las inmediaciones de Ávila pero gracias a una gesta de Ximena Blazquez consiguieron amedrentarlos y al final escaparon hacia los términos de Navalmoral y más tarde hacia el Tajo como cuentan los historiadores.
Otra referencia a Nava el Moral se encuentra en una carta del Rey Alfonso VI enviada a Blasco Ximeno Dávila, al que habló de repoblar las llamadas Navas de Ávila(Nava el Moral, Navamorcuende, Nava la Cruz, Nava el Talgordo, Navalosa y otras fundaciones) alrededor de 1110. Debido a esta causa se cree que ya hubo repoblación por estas tierras en el siglo XII.

### SigloXIII
Uno de los documentos más antiguos donde aparece mencionado Nava el Moral está datado en 1250, se trata de un documento perteneciente a la Asocio de la Universidad y Tierra de Ávila, a la que Navalmoral de la Sierra pertenecía. En él aparece como un "concejo e omes buenos", con lo cual debemos de suponer que la creación del municipio es más antigua.
En 1293 Sancho IV confirma los heredamientos concedidos, amojonando sus límites para evitar apropiaciones indebidas:

E los de esta aldea sobredicha pidiéronnos por merced que, por razón que algunos que los embargan los heredamientos que son entre las navas sobredichas, que nos que los confirmásemos estos heredamientos sobredichos e que les diésemos mojones señalados por donde tuviesen estos heredamientos e que ge lo confirmásemos e defendiésemos que ninguno no ge lo embargase ni ge lo contrariase.

E nos, el rey don Sancho, por les hacer bien e merced e por que se pueble mejor el lugar, tovimoslo por bien e mandamos que lo ayan por estos mojones: somo de Nava de Sancta María como parte con Navalmoral, que da en somo de La Lobrega e en somo de Garganta de Sancta María; e por somo de las tierras e como da en Vacotes e como da en el Horno de Alta e como da en la Cabeza de Sant Petro e en la de Barvajedo e en la Serradilla e en La Cabrera e como da en Canaleja en rio fasta Santa Coloma.
E otorgámosles que ayan estos heredamientos para siempre por estos mojones sobredichos; e defendemos que ninguno no sea osado de pasar contra ello ni se lo embargare en ninguna cosa, a cualquier que lo hiciese pecharme y a la pena de los cien maravedíes susodichos, e a ellos a quien su voz tuviese todo el daño doblado.
E desto les mandé dar esta carta avierta e sellada con nuestro sello colgado de cera. Dada en Valladolid, veinte días del mes de mayo, hera de mil e treszientos e trenta e un años (1).

Yo, Diego Hernández, la fize escrevir por mandato del rey.

(1) El calendario existente en Castilla hasta 1383, corresponde a la llamada era del César que comienza en el año 83 a. C., año en que Octavio decretó a España como tributaria de Roma, dividiéndola en tres provincias: Tarraconense, Bética y Lusitania. De aquí el desfase de 38 años entre una y otra era, que quedó unificado en el citado año de 1383.

### SigloXIV
De este siglo XIV, es el Libro de la Montería, atribuido a Alfonso XI, en el cual se recogen numerosos relatos sobre las cacerías de osos y jabalíes en el valle del Alberche, aludiendo a parajes cuyos nombres aún perduran, en el Tomo II páginas 115 y 117 podemos encontrar los siguientes relatos donde aparece mencionado el pueblo de Navalmoral y sus términos con los topónimos que hasta día de hoy perduran:

La Garganta de Santa María es buen monte de Oso en invierno e algunas veces en verano, e son las bozerías la una por el camino que va del Burgo del Fondo para Nava Losa, e va el lomo arriba fasta los Cervales de la Mora, e la otra entre los Espinarejos, e viene al camino que va de Naval Moral a Nava Losa. Los Cañales es buen monte de oso en verano, e a las veces en invierno, e es la bozería desdel puerto del Hondo por cima de la sierra fasta en par del Barrielejo. E es la armada al Horno de Sacapedal (....) Navasalce, et Valtravieso, et Dosarroyos es todo un monte. Et es bueno de oso, et de puerco en verano. Et son las vocerías, la una desde Navalmulo por somo de la cabeza asomante á Navacarros, et á Navasalze, et por la cabeza del Peralejo, fasta la cabeza de Santa Coloma: et la otra por cima de la Foz de Valdebruna, et por la cabeza de Navalonguiella, et por Navaforniellos fasta la cabeza del Milano: et dende fasta en derecho de las Iglesias de Naval Moral: et la otra desde cima de la viña de Naval Moral por la cuerda fasta encima de Gargantiellas Fuertes. Et son las armadas en Navasalze.
Libro de la Montería (1350) Alfonso XI de Castilla Tomo II pags. 115 y 117

### sigloXV
Los restos de la ermita de Nuestra Señora de Aldeavieja, aparece documentada en el siglo XV. Fue destruida cuando la invasión napoleónica y usada como cuadra, es más antigua que la iglesia, pero no existe otra referencia que constate la existencia de un asentamiento alrededor de esta ermita.
Ya en este siglo se conocía en Navalmoral la existencia de numerosos hornos de pez. La pez se obtiene de la resina de los pinos y se usa desde tiempo inmemorial para revestir pellejos, tinajas y otros recipientes. De la pez deriva "peguera", que eran simples hoyos hechos en la tierra para quemar leña resinosa y extraer este producto. También se conocían con el nombre de pegueras los lugares donde se calentaba la pez y se marcaba, en los esquileos el ganado ovino. De alguna de estas actividades puede proceder el topónimo de "La Peguera".
Hay una zona en Navalmoral conocida como "Navahornos", donde había numerosos hornos de pez ya que se encontraba en medio de un pinar grandísimo que ya no existe al ser reforestado con enebros y al estar próximo al camino de los Pegueros (que va desde Pedro Bernardo hasta el Herradón). Hoy en día es uno de los enebrales más grandes del sur de Europa.
Durante todo este siglo el concejo de Navalmoral estuvo metido en pleitos con Pedro Dávila Señor de las Navas, por la usurpación de tierras ilegalmente con maneras muy poco ortodoxas, no solo en este concejo sino en todo el valle del Alto Alberche, hasta que a finales del siglo XV los Reyes Católicos dieron la razón al Pueblo de Navalmoral y sus habitantes y obligaron a Pedro Dávila a marcharse y no volver a pisar este término, mediante un documento que está en el ayuntamiento del municipio.

### sigloXVI
La iglesia de San Pedro Apóstol, fue construida en el siglo XVI, existiendo en el archivo del Diocesano los planos y contratos, en los que se estipulan todas las condiciones detalladas y firmadas por el notario Diego Vázquez, por el Provisor General, Hernando de Biruela y el arquitecto Pedro del Valle, natural de Villacastín.
Su construcción comenzó el 3 de diciembre de 1563.
En este siglo apareció la Cofradía de Nuestra Señora del Rosario, sólo sabemos que fue fundada en 1589.
Del primer censo de Castilla 1587 que mando hacer Felipe II se extrae la población que más o menos residía en esta localidad y sus añejos (Para realizar la conversión de vecinos a habitantes, es habitualmente aceptada la transformación de 4 o 5 habitantes por vecino. Aunque no hay forma exacta de calcularlo, porque depende de las características poblacionales de cada zona).

Navaelmoral tiene una pila y ciento y sententa y un vecinos, con viudas. El lugar del Molinillo,anejo á Navaelmoral tiene otra pila bautismal y 28 vecinos y a ésta acuden y están sujetos los lugares de Villarejo, que tiene 62 vecinos, Navandrinal que tiene 34 y Espinarejo que tiene 12 vecinos, y en el Molinillo entra el barrio de Navalascuevas, y es todo un beneficio; y hay dos pilas, como va dicho, y doscientos y noventa y siete vecinos con viudas.

### sigloXVII
De este Siglo proviene el retablo construido por Gabriel Campuzano entre 1603 y 1611, fue mandado tasar por el escultor que realizó el retablo de Santiago de Ávila. Costó 2800 reales y lo destrozaron durante la Guerra Civil.
Otra joya que se conserva es la Custodia, del siglo XVII, por Heredia, un gran platero abulense, costó 1050 reales.

### Siglos XVIII, XIX y XX
En el Catastro de Ensenada de 1751, sigue apareciendo como municipio con los concejos anteriormente mencionados, como los de El Espinarejo y Navalascuevas. En él se afirma que tenía dos alcaldes: uno para Nava el moral y otro para las aldeas. Además se menciona la existencia de una prisión de paso, para hacer noche antes de pasar el Puerto en dirección a Ávila.
En el término de Navalmoral, aparecen mencionadas varias Ventas a lo largo del camino que comunica Burgohondo con Navalmoral de la Sierra y después con Ávila, lo que indicaría un importante tránsito de mercancías y hombres, del Valle a Ávila, por el Puerto de Navalmoral.
En la documentación destacan de Navalmoral sus molinos, que aprovechaban la fuerza de sus numerosos arroyos. La miel, que todavía en la actualidad por parte de uno de los productores del pueblo, ha logrado importantes premios a nivel nacional, y los pastos, que más tarde fueron calificados por Madoz, en su diccionario geográfico y estadístico de España, como los mejores del país.
El lugar aparece descrito en el decimosegundo volumen del Diccionario geográfico-estadístico-histórico de España y sus posesiones de Ultramar de Pascual Madoz de la siguiente manera:

NAVALMORAL: l. con ayunt. de la prov. y dióc. de Avila (5 1/2 leg.), part. jud. de Cebreros (5), aud. terr. de Madrid (20), c. g. de Castilla la Vieja (Valladolid 27): sit. al S. de las sierras de la Paramera, vulgo la Palomera, en un llano y en lo mas alto del valle llamado de Alberche; lo combaten los vientos S. y O.; el clima es frio, y sus enfermedades mas comunes reumas, pleuresias y frecuentes intermitentes en el estío: tiene por anejos a los l. de Navandrinal, San Juan del Molinillo y Villarejo (V.) que todos juntos componen 376 casas de mediana construccion, distribuidas en diferentes calles, una plaza y varias plazuelas; hay casa de ayunt., en la que está la cárcel, carniceria y el local para la escuela, esta que lo es de primeras letras y comun a ambos sexos, se halla á cargo de un maestro dotado con 200 rs y la retribucion de sus discípulos; un pósito con 100 fan. de centeno poco mas ó menos, y una igl. parr. (San Pedro Apóstol) con curato de primer ascenso y provision ordinaria; en el anejo Molinillo se encuentra otra igl. (San Juan Bautista, cuyo edificio es de igual capacidad que el de la matriz; hay una ermita bajo la advocacion de Ntra. Sra de la Aldea, con culto público á espensas de los fieles devotos; el cementerio está en paraje que no ofende la salud pública, y los vec. se surten de aguas para sus usos de las de 8 fuentes que se encuentran en los afueras de la pobl. Confina el térm. N. Riofrio; E. San Juan de la Nava y Navaluenga; S. con el último y Burgohondo y O. Navarredondilla: tiene de long. 3 1/2 horas y 2 1/2 de lat., estando muy confundidos los cotos y deslindes con los pueblos comarcanos, particularmente los baldíos: comprende el cas. de Navaelsanz, propiedad del Sr. duque de Medinaceli, las praderas ó terrenos llamados de Navalonguilla, la Pabedilla y la Matilla, cedidos á Navalmoral, ó comprados segun otros, por el pueblo, á la c. de Avila, los baldios del Castaño, y otros que se estienden hasta rayar con las heras de Navalacruz y Sotalvo; una deh. titulada de los Cerrillos, monte de encinas, algunos pinos, robles, nogales y otros frutales, y varios prados cerrados con buenos pastos; 2 gargantas o regatos atraviesan el térm. de N. á S., una titulada Los Dos Arroyos pasa á 300 pasos del pueblo, y la otra sin nombre, á 1/4 de leg.: las aguas de ambas se utilizan para el riego, y pueden considerarse como uno de los mayores beneficios para el aumento de la riqueza de estos hab.: el terreno en su mayor parte es montuoso, lleno de breñas, piedra berroqueña y de mediana calidad, si esceptúa el que está al lado S. del pueblo, que es bueno y sus pastos los mejores del pais. caminos: los que dirijen á los pueblos limítrofes en regular estado. El correo se recibe en Avila. prod.: trigo tremesino, centeno, patatas, legumbres y frutas; mantiene ganado lanar, cabrío y vacuno, y cria caza de conejos, perdices y otras aves. ind.: la agrícola, 8 molinos harineros y ganadería: el comercio está reducido á la esportacion de los frutos sobrantes é importacion de los art. de que se carece. pobl.: con sus anejos 235 vec., 1,435 alm. cap. prod.: 1.583,700 rs. imp.: 63,348. ind. fab. 4,350. contr.: 19,044 rs. 28 mrs.: el presupuesto municipal asciende á 2,129 rs., que se cubren con el producto de propios y reparto vecinal.
(Madoz, 1849, p. 56)

Durante la invasión napoleónica a principios del siglo XIX se destruyó la iglesia y se utilizó como cuadra. La ermita de Nuestra Señora de Aldeavieja tuvo peor suerte ya que la noche del 3 al 4 de diciembre de 1808 las tropas napoleónicas durmieron en la ermita, la quemaron y se llevaron las cosas de valor.
Cofradía de la Veracruz: Cofradía importante, famosa en la comarca porque al salir en Jueves Santo se flagelaban realmente en la procesión. Aparece ya documentada en el siglo XVIII, aunque seguramente debió constituirse con anterioridad. Llegó a poseer muchas propiedades.

## Demografía
Navalmoral cuenta con una población de 412 habitantes (INE 2024).
| Gráfica de evolución demográfica de Navalmoral entre 1842 y 2021 |
| |
| Población de derecho según los censos de población del INE. Población de hecho según los censos de población del INE.Entre el censo de 1857 y el anterior, disminuye el término del municipio porque independiza a San Juan del Molinillo. |

## Cultura

### Fiestas
- Las Águedas el 4 de febrero.
- Lunes de Hornazo: En Semana Santa aparte de las procesiones y fiestas típicas, el Lunes de Pascua el pueblo entero se va al campo a comerse el hornazo típico de esta zona.
- San Antonio de Padua el 13 de junio, son las fiestas patronales del municipio y se celebran por todo lo alto el 12, 13 y 14 de junio.
- San Cristóbal el 11 de julio, la cofradía organiza su fiesta en el pueblo y en la ermita que está situada a lo alto del Puerto de Navalmoral (1514 m).
- La Virgen de Aldea vieja, el 15 de agosto, son las fiestas populares de verano.

### Gastronomía
Navalmoral de la Sierra cuenta con carnicerías de ganadería propia criándose toda ella en el término municipal de Navalmoral. En ellas podemos encontrar el típico chuletón de Ávila, un buen cabrito, cochinillo, chorizo y morcilla artesanal... y carnes típicas de la comarca. También posee panaderías con hornos de leña antiguos donde se elabora los panes típicos y dulces de toda la vida.

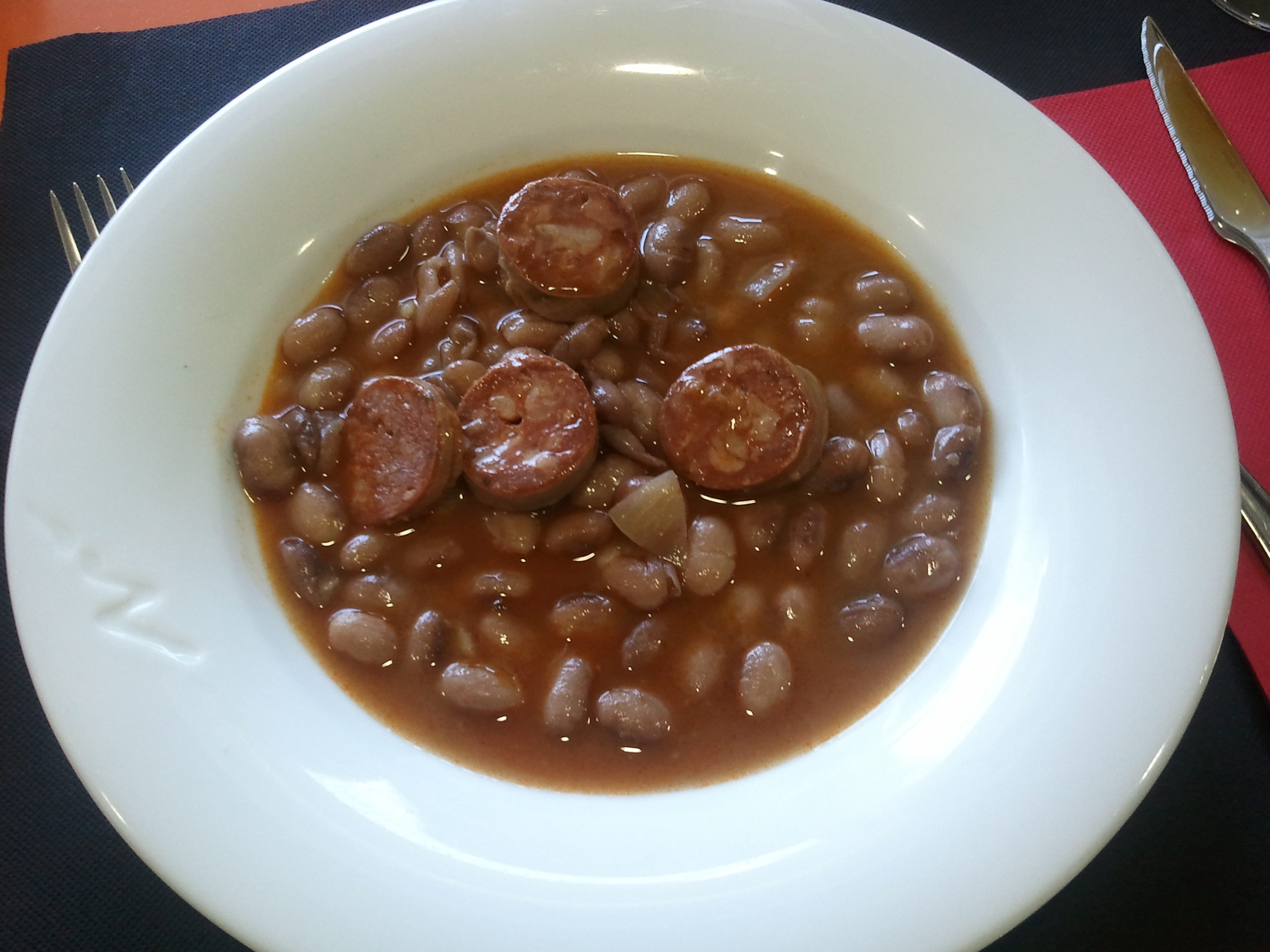
Judías pintas con chorizo

Hay que citar platos típicos de Navalmoral, como son las patatas revolconas, que se acompañan con torreznos: Su elaboración consiste en cocer con agua patatas con ajo, cominos, laurel y algo de pan. En otro recipiente se fríen los torreznos. Luego se apartan y en esa misma grasa se añade el pimentón, que se echa a las patatas. Todo se machaca. Se sirve junto con los torreznos.
Las judías pintas con chorizo: Se hace un refrito de aceite con ajo, cebolla, pimiento, laurel, harina y pimentón. Se le añade agua, los pipos y el chorizo. Luego todo ello se cuece. Algunos añaden arroz. Una variante de este plato son las judías blancas con oreja.
El cocido lleva entre sus ingredientes pata y costilla de cerdo, falda de oveja, tocino de cerdo, patata, morcilla, garbanzos y, por supuesto, el típico relleno. Era habitual comerlo en matanzas y en tiempo de vendimia.
La caldereta de cabrito o cordero: Que lleva pimiento, cebolla, ajo, pimienta y tomillo. Todo ello se fríe y se rehoga con la carne. Luego se cuece todo junto. Últimamente se ha convertido en tradición en el fin de semana posterior a la Virgen de Aldeavieja, una caldereta que financiada por el Ayuntamiento y cocinada por la Asociación de Amas de Casa de Navalmoral, reúne a los habitantes y forasteros en torno a la plaza Grande, donde se degusta la ya famosa caldereta acompañada con una buena jarra de vino tinto de la tierra y un pan de hogaza. Después de cenar y de que cada familia recoja sus mesas y sus platos, la gente se va colocando con sus sillas alrededor del escenario puesto en la plaza grande donde suele haber alguna actuación, teatro o grupo de música, que ameniza la sobremesa.
El hornazo consiste en rellenar la masa de pan con chorizo, panceta y lomo de cerdo. En Semana Santa la fiesta más importante después de las procesiones y misas, está el fin de la Cuaresma que se celebra con un gran Hornazo popular en las afueras del pueblo, antes en un lugar llamado El Peralejo y ahora en un lugar llamado Navahornos al tener mejor acceso. Allí se reúne todo el pueblo el Lunes de Pascua a comer este pan típico de la comarca.
La fruta más típica es el melocotón. Es propio de los meses de agosto y septiembre. Los melocotones se pueden comer frescos o preparar en almíbar, y también con vino y azúcar. También se cultivan peras de agua, manzanas, almendras, membrillos, cerezas, ciruelas... y, por supuesto, la uva, propia de los meses otoñales, de la que los vecinos hacen su propio vino en las bodegas de sus casas. Los higos abundan en la zona y se consumen, además de frescos, dejados secar para el invierno.
Las torrijas se elaboran en Semana Santa. Se cuece leche con cáscara de naranja, canela y azúcar. El pan se corta en rodajas y se moja en la leche. Se reboza en huevo y se fríen. Después se colocan en una fuente con la leche por encima cubriendo las torrijas. Hay una variante que son las torrijas con vino.

## Patrimonio

### Iglesia de San Pedro Apóstol
La iglesia de San Pedro Apóstol, fue construida en el siglo XVI, aunque su presbiterio procede del siglo XV, existiendo en el archivo del Diocesano los planos y contratos, en los que se estipulan todas las condiciones detalladas y firmadas por el notario Diego Vázquez, por el provisor general, Hernando de Biruela y el arquitecto Pedro del Valle, natural de Villacastín.
Su construcción comenzó el 3 de diciembre de 1563, aunque la capilla mayor de estilo gótico estaba ya construida.
Un arco toral agudo, con nervios y flores, da paso a la capilla mayor, con ventana gótica y bóveda de crucería, que se conserva de la época anterior a la intervención de Pedro del Valle. En la sacristía hay dos bóvedas de terceletes, rebajadas.
En el exterior destaca la espadaña de tres cuerpos a los pies de la nave central. El cuerpo inferior cobija un óculo y la portada de la iglesia. Los otros dos sirven de campanario.
El contrato lo explicaba así: "Se harán dos paredes que arranquen del arco de la Capilla Mayor, llamado arco toral. Serán simétricas, con cinco pies y medio de ancho."
La iglesia mide 33 m de largo y 15 m de ancho. Dividida en tres naves, dos laterales y una central, separadas por dos arcadas de 32 pies de alto. El precio para la construcción de la iglesia fue ajustado en 800 ducados que equivalen a 8232 reales, pero los documentos cuentan que hubo muchos problemas económicos, debiendo volver a tasar la obra. En el año 1870, el notario Suárez Dávila la tasó en 1700 reales, siendo el precio final que costó.
El retablo construido por Gabriel Campuzano entre 1603 y 1611, fue mandado tasar por el escultor que realizó el retablo de Santiago de Ávila. Costó 2800 reales y lo destrozaron durante la guerra civil.
El piso se cambió tres veces, el último en 1804, realizados por canteros de Cardeñosa, es el actual.
Otra joya que se conserva es la Custodia, del siglo XVII, por Heredia, un gran platero abulense, costó 1050 reales.
El altar mayor, fue construido en este siglo por Benedicto San Segundo San Martín.
Relacionado con la religión, también se encuentra otra costumbre, hoy desaparecida y que consistía en ir a la iglesia, poner velas y rezar por los difuntos, pero en las losas de la iglesia que le correspondía a cada familia. El suelo de la iglesia está formado por grandes losas de piedra que se encuentran agrupadas de tres en tres. La baldosa central posé un orificio, que se supone que servía para poder levantarla. Cada familia conocía la que le correspondía.

### Ermita de Nuestra Señora de Aldeavieja
La ermita de Nuestra Señora de la Aldea o de Aldeavieja aparece citada en el siglo XV, en el Libro de los Veros Valores del obispado de Ávila, con el nombre de ermita de Santa María la Vieja.
Está en ruinas, cerca de la iglesia. Su primer libro de fábrica data de 1624. Era de adobe hasta que se reedificó en piedra a comienzos del siglo XVIII. Tenía arcos y columnas parecidos a los de la iglesia.
La noche del 3 al 4 de diciembre de 1808 las tropas napoleónicas durmieron en la ermita, la quemaron y se llevaron las cosas de valor.

### Ermita de San Cristóbal
Construida hacia 1980, se sitúa a lo alto del puerto de Navalmoral (1514 m) y el 10 de julio o el domingo más cercano la Cofradía de San Cristóbal organiza una fiesta en honor de San Cristóbal.
Se celebra una misa en el puerto de Navalmoral, en la ermita de San Cristóbal, se saca el Santo y se bendicen los coches, después se reparte limonada con galletas y se aprovecha para quedarse allí a comer.
Por la tarde se suelen hacer pequeños campeonatos de mus, petanca o calva y el ganador se lleva un trofeo de la Asociación de San Cristóbal.

### Pilón de la plaza Grande
La construcción de fuente fue ejecutada por Valentín San Segundo, Alejo San Segundo, Lucio San Segundo y Benedicto San Segundo en el año 1916. En aquellos años era alcalde Guillermo Herranz.[cita requerida]
Como curiosidad a destacar es la canalización de la fuente, que está construida con canales hechos en piedra labrada, desde el depósito de los perales al propio pilón de la plaza Grande, que surtía de agua el pilón de la plaza Chica. Esta no era potable por ser el agua sobrante del pilón de la plaza Grande.[cita requerida]
La fuente o pilón de la plaza Chica también surtía, pero en este caso al matadero municipal.

### La Calzada
Se cree que es de época romana, aunque es imposible de determinar ya que se superpone al camino antiguo a Ávila, ya mencionado en la época medieval. La calzada debe de ser más antigua ya que desaparece en lugares actualmente despoblados, de la cual sólo quedan sus límites laterales, pero que se pueden seguir perfectamente la ascensión al Puerto de Navalmoral 1.514 m.
La Calzada comienza a unos 500 m de la Fuente del Barrialejo, cuando se une el camino antiguo a Ávila que pasa por ella, y continúa hasta llegar al Puerto de Navalmoral. Sin embargo este no es su origen, pues la calzada continúa con dirección al pueblo, bordeando la montaña donde se encuentra el llamado pico de los Pozuelos. Aparece otro fragmento de la calzada en dicho camino antiguo camino a Ávila, pero a su salida al casco urbano, en una zona donde se afirma que al realizar la carretera actual, aparecieron restos de una torre.

### Fuente del Lejío
Existe una fuente en la parte norte de la iglesia a unos 50 m de la misma, llamada "El Lejío", aunque su nombre real es El Ejido de donde durante siglos se llenaban las pilas de agua bendita en la iglesia, sobre todo el Sábado de Gloria. El cura la bendecía y se guardaban en pequeños recipientes y botellas, considerando que tenía propiedades medicinales.

### Molinos harineros

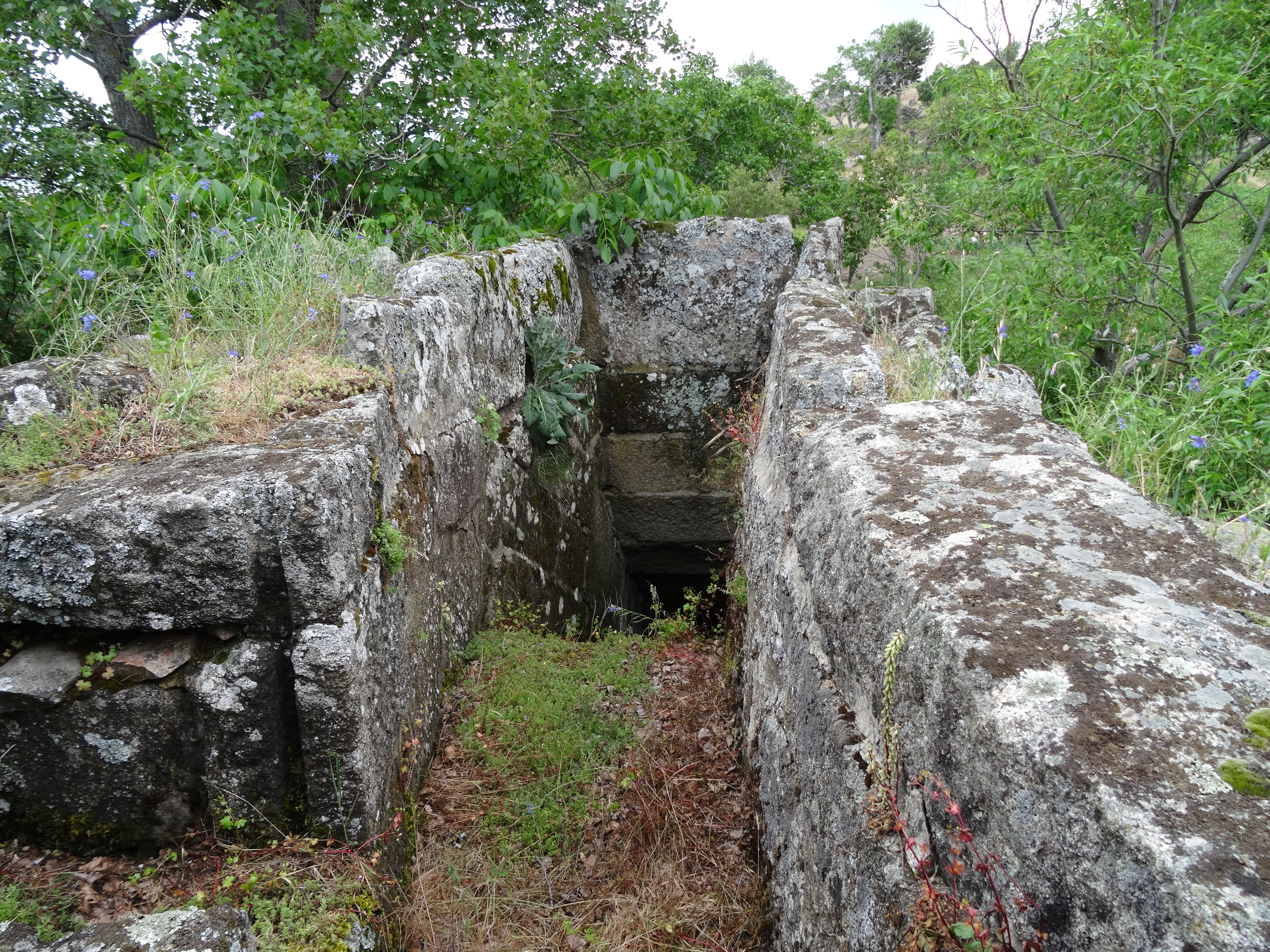
Molino bajero del río de Santa María

En la actualidad todavía quedan los restos de tres molinos harineros de canal o de caz en las orillas del río de Santa María y un cuarto sepultado por las aguas de la presa de los Dos Arroyos, aunque Navalmoral llegó a contar con hasta ocho molinos de caz, según pone en su diccionario Madoz, luego cuando llegó la electricidad los molineros se bajaron al casco urbano y construyeron molinos eléctricos. Los molinos que se pueden ver son El Molino de la Madrecilla (el más moderno de mediados del siglo XX), el Bajero y el Medianero que son anteriores al siglo XIX y el que está sepultado por la presa es el Cimero.